# Selden Neck State Park
Selden Neck State Park ist ein State Park, der eine Flussinsel des Connecticut River auf dem Gebiet von Lyme, Connecticut, umfasst. Der Park ist nur per Boot zu erreichen. Es gibt Möglichkeiten zum Wandern, Angeln, Jagen; darüber hinaus bietet der Park vier verschiedene einfache Camping-Gelegenheiten.

## Geschichte
Das Land gehörte seit 1695 John Selden. Erst 1854 wurde die Insel, auf deren Gebiet eine Farm und ein Steinbruch betrieben wurden, durch eine Frühjahrsüberschwemmung mit der Bildung des Selden Creek vom Land abgetrennt.
Die rötlichen Steine aus dem Steinbruch wurden zum Pflastern vieler Straßen von New York und Philadelphia verwendet, so zum Beispiel der Surf Avenue auf Coney Island.
In den 1940er Jahren verkaufte die Familie Selden das Land an die Regierung.

## Film
- David Wordell: The Quarries of Selden Neck. DVD